# مکس کاوالرا
مکس کاوالرا (به انگلیسی: Max Cavalera) خواننده و نوازندهٔ گیتار برزیلی دارای تبار ایتالیایی است که بیشتر به‌عنوان بنیان‌گذار و یکی از اعضای پیشین گروه سپلترا شناخته می‌شود. او در دسامبر ۱۹۹۶ از سپلترا جدا شد و در سال ۱۹۹۷ گروه هوی‌متال سول‌فلای را تشکیل داد.
کاوالرا برای مدت کوتاهی با گروه موسیقی نیل‌بامب نیز همکاری کرده‌است. او در حال حاضر علاوه بر سول‌فلای در گروه کاوالرا کانسپیریسی نیز عضویت دارد.

## درباره
پدرش گرازیانو کاوالرا، سفیر دولت ایتالیا در برزیل بود. گرازیانو پس از به پایان رسیدن دوران سفارت‌اش، به همراه خانواده‌اش در برزیل باقی‌ماندند. مکس ۹ ساله بود که پدرش را از دست داد. جسد گرازیانو را در بلو هوریزونته به‌خاک سپردند.
زمانی‌که مکس به همراه جیرو گودز، پائولو پینتو و برادر کوچک‌ترش ایگور، سپلترا را تشکیل دادند خانواده‌اش در شرایط نامناسب مالی و کشمکش‌های خانوادگی بودند. سپلترا بزودی تبدیل به یکی از نام‌های بزرگ موسیقی هوی‌متال شد.
مکس در ابتدای دههٔ ۹۰ میلادی به‌همراه همسر آمریکایی‌اش گلوریا(که مدیر برنامه‌هایش هم هست)، به فینیکس آریزونا مهاجرت کردند و رسماً شهروند آمریکا شد. او از ازدواجش ۲ فرزند به نام‌های زیون و ایگور دارد.
مکس تا قبل از جداشدن از سپلترا هیچ‌گاه به موسیقی روحانی نپرداخته‌بود. سروده‌های او متاثر از مذهب و معنویات هستند، گرچه او نکوهش‌کنندهٔ برخی مذاهب هم هست. آلبوم‌های او همیشه تقدیم به خداوند شده‌اند و در نشریات(بخصوص در آمریکا) تصویری که از او ارائه شده همواره به صورت یک انسان مذهبی بوده‌است. چیزی که خود کاوالرا هیچ‌گاه نتوانسته آن را بفهمد. او در یک مصاحبه گفته‌است:
من از مذاهب بسیاری تنفر دارم، اما اشخاصی مثل مسیح... بله آن‌ها برای من الهام‌بخش هستند. اگر به مسیح بنگرید، اطرافیانش را بیشتر افراد سطح پایین، فاحشه‌ها و بازنده‌ها تشکیل می‌دادند نه انجمن‌های کلاس‌بالای مادر به‌خطایی که شما امروز می‌بینیدشان سعی می‌کنند عیسی مسیح بفروشند.